# Rejon orszański
Rejon orszański (biał. Арша́нскі раё́н, Arszanski rajon, ros. О́ршанский райо́н, Orszanskij rajon) – rejon w północnej Białorusi, w obwodzie witebskim. Leży na terenie dawnego powiatu orszańskiego.

## Geografia
Rejon orszański ma powierzchnię 1667,73 km². Lasy zajmują powierzchnię 435,82 km², bagna 32,24 km², obiekty wodne 20,28 km².

## Demografia
Duże miejscowości: Orzechowsk (3,1 tys.), Kopyś (825). Inne, np. 10-y Błok Post (72). 
Liczba ludności (bez miasta Orsza):
- 2007: 32 200
- 2008: 31 200

## Podział administracyjny
W skład rejonu wchodzą dwa miasta Barań i Orsza, trzy osiedla typu miejskiego: Arechausk, Bołbasowo i Kopyś oraz 14 następujących sielsowietów:
- Andrejeuszczyna
- Arechausk
- Babiniczy
- Barzdouka
- Krapiuna
- Mieżawa
- Piszczaława
- Smolany
- Wuscie
- Wysokaje
- Zabałaccie
- Zadrouje
- Zubawa
- Zubrewiczy.